# Thukydides-Falle

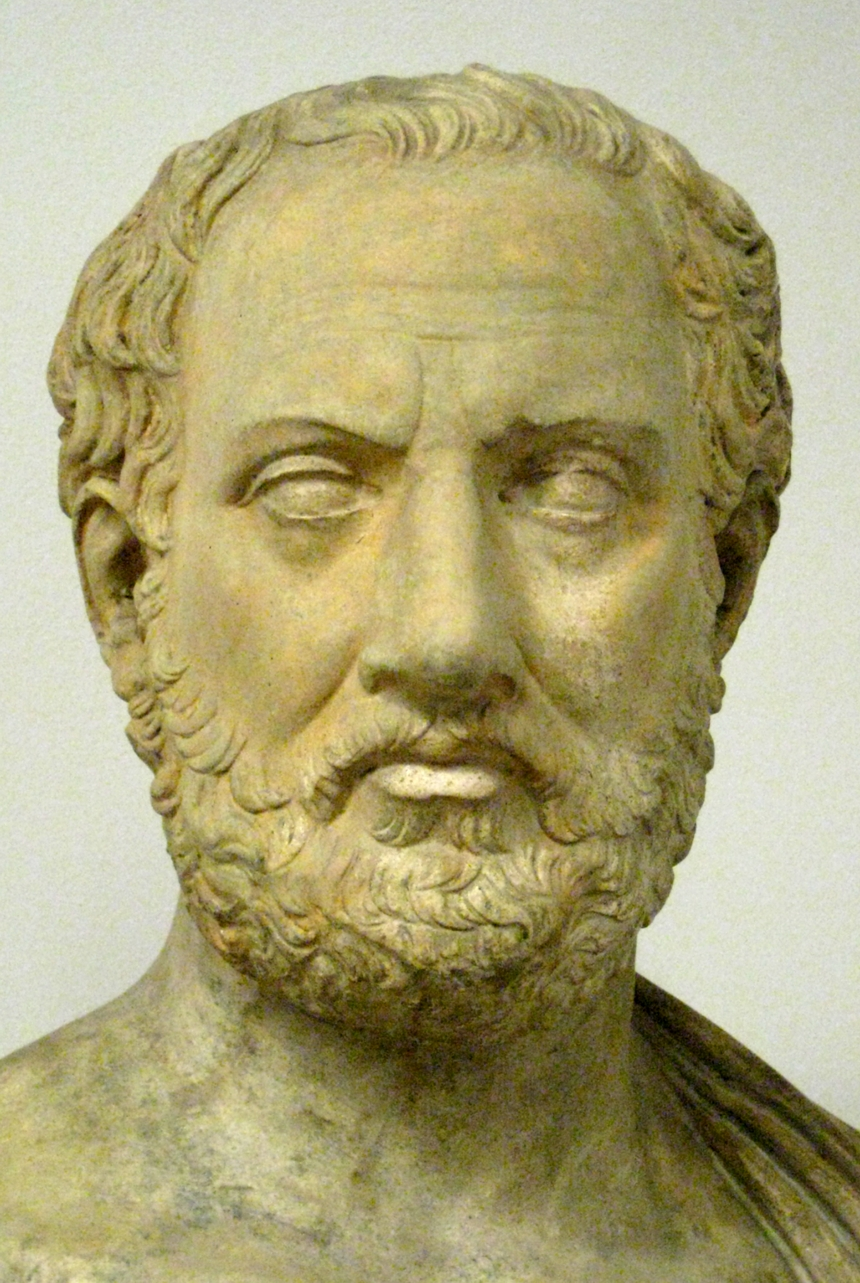
Büste von Thukydides

Die Thukydides-Falle (englisch: Thucydides Trap), auch als Falle des Thukydides bekannt, ist ein vom US-amerikanischen Politikwissenschaftler Graham T. Allison geprägter Begriff. Er beschreibt eine hohe Wahrscheinlichkeit für einen Krieg, wenn eine aufstrebende Macht eine bestehende Großmacht als regionalen oder internationalen Hegemon zu verdrängen droht. Er wird vor allem verwendet, um einen potenziellen Konflikt zwischen den Vereinigten Staaten und der Volksrepublik China zu beschreiben. Der Begriff hat eine bedeutende Rezeption in englischsprachigen Medien erfahren und wurde auch in China populär.
Der Begriff basiert auf einem Zitat des antiken athenischen Historikers und Strategen Thukydides, wonach der Peloponnesische Krieg zwischen Athen und Sparta aufgrund der Furcht Spartas vor der wachsenden Macht Athens unvermeidlich gewesen sei.

## Herkunft

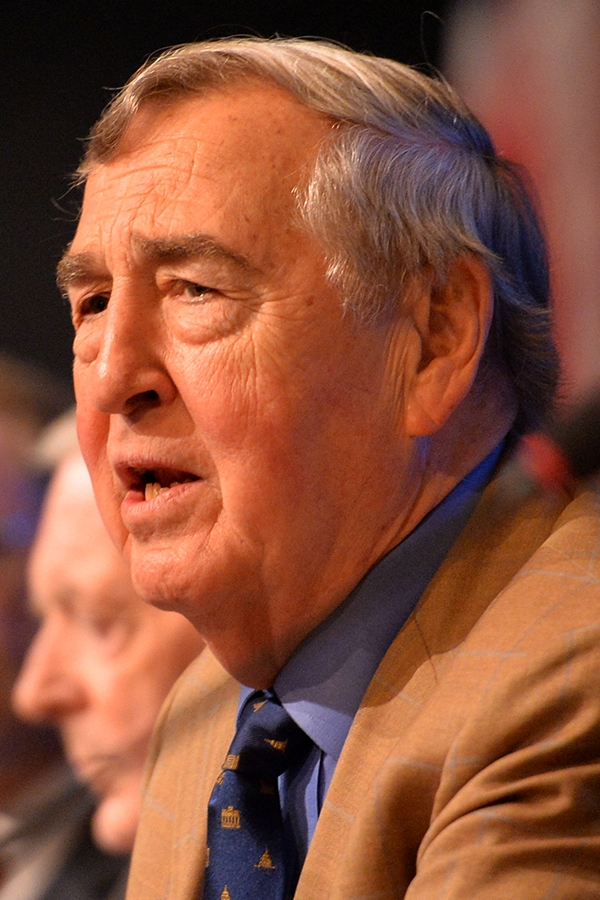
Graham T. Allison

Der Begriff wurde vom amerikanischen Politikwissenschaftler Graham T. Allison in einem Artikel für die Financial Times aus dem Jahr 2012 erstmals erwähnt. Allison verwendete den Begriff, um eine Tendenz zum Krieg zu beschreiben, wenn eine aufstrebende Macht (wie Athen) den Status einer dominanten Macht (wie Sparta) herausfordert. 2014 verwendete der chinesische Präsident Xi Jinping den Begriff und sagte, dass die Thukydides-Falle vermieden werden müsse. Allison hat den Begriff in seinem 2017 erschienenen Buch Destined for War erheblich erweitert, in dem er argumentiert, dass „China und die USA derzeit auf Kollisionskurs zum Krieg sind“.

## Beispiele
Allison nennt als Teil einer Studie des Belfer Center for Science and International Affairs 16 historische Beispiele für die Thukydides-Falle, von denen 12 in einem Krieg endeten. Bei den folgenden Beispielen ist zuerst der Zeitpunkt des Ereignisses und dann die etablierte sowie die sie herausfordernde aufstrebende Macht und schließlich das Ergebnis ihres Wettstreits (Krieg/kein Krieg) genannt.
- Ende des 15. Jahrhunderts – Portugal vs. Spanien – Kein Krieg
- Erste Hälfte des 16. Jahrhunderts – Königreich Frankreich vs. Habsburgerreich – Krieg
- 16. und 17. Jahrhundert – Habsburgerreich vs. Osmanisches Reich – Krieg
- Erste Hälfte des 17. Jahrhunderts – Habsburgerreich vs. Schweden – Krieg
- Mitte bis Ende des 17. Jahrhunderts – Niederländische Republik vs. Königreich England – Krieg
- Ende des 17. bis Mitte des 18. Jahrhunderts – Königreich Frankreich vs. Königreich Großbritannien – Krieg
- Ende des 18. und Anfang des 19. Jahrhunderts – Vereinigtes Königreich vs. Frankreich – Krieg
- Mitte des 19. Jahrhunderts – Frankreich und Vereinigtes Königreich vs. Russisches Reich – Krieg
- Mitte des 19. Jahrhunderts – Frankreich vs. Deutsches Reich – Krieg
- Ende des 19. und Anfang des 20. Jahrhunderts – Kaiserreich China und Russisches Reich vs. Japanisches Kaiserreich – Krieg
- Anfang des 20. Jahrhunderts – Vereinigtes Königreich vs. Vereinigte Staaten – Kein Krieg
- Anfang des 20. Jahrhunderts – Vereinigtes Königreich (unterstützt von Frankreich und Russland) vs. Deutsches Reich – Krieg
- Mitte des 20. Jahrhunderts – Sowjetunion, Frankreich und Vereinigtes Königreich vs. NS-Deutschland – Krieg
- Mitte des 20. Jahrhunderts – Vereinigte Staaten vs. Japanisches Kaiserreich – Krieg
- 1940er bis 1980er Jahre – Vereinigte Staaten vs. Sowjetunion – Kein Krieg
- 1990 bis heute – Vereinigtes Königreich und Frankreich vs. Wiedervereinigtes Deutschland – Kein Krieg

## Kritik
Die Untersuchungen von Graham Allison, die die Thukydides-Falle unterstützen, wurden kritisiert. So focht der Politikwissenschaftler Joseph S. Nye von der Harvard University die Behauptung an, dass 12 der 16 historischen Fälle, in denen eine aufstrebende Macht mit einer herrschenden Macht rivalisierte, zu einem Krieg führten: In einigen Fällen seien andere Gründe entscheidend für den Ausbruch der Kriege gewesen.
Die Politikwissenschaftler Hal Brands und Michael Beckley argumentierten ähnlich, dass in vielen der Fälle, die Allison mit der Thukydides-Falle identifiziert, nicht die drohende Überholung einer alten Hegemonialmacht kriegsauslösend gewesen sei, sondern vielmehr die aufstrebende Macht losschlug, als sich ihr schneller Aufstieg in Stagnation verwandelte.
Auch Richard Hanania, wissenschaftlicher Mitarbeiter der Columbia University, sah zwischen den USA und China keine Thukydides-Falle. Chinas Ambitionen seien in erster Linie auf die Bekämpfung interner Probleme beschränkt und daher keine bedeutende Bedrohung für die Interessen der USA. Und der Autor James Palmer äußerte, dass einem 2000 Jahre alten Konflikt im antiken Griechenland die Aussagekraft für das 21. Jahrhundert fehle.